# Groppo G70
Die Groppo G70 ist ein einmotoriges zweisitziges dreiachsgesteuertes Ultraleichtflugzeug. Die Ganzmetall-Konstruktion mit starrem Fahrwerk wird bei der Firma Ing. Nando Groppo s.r.l. in Mezzana in Italien hergestellt. Die Tragflächen sind durch einen Faltmechanismus binnen einer Minute an den Rumpf anklappbar.

## Technische Daten
| Kenngröße                                       | Daten                                       |
| ----------------------------------------------- | ------------------------------------------- |
| Länge                                           | 6,22 m                                      |
| Spannweite                                      | 8,90 m                                      |
| Höhe                                            | 2,32 m                                      |
| Flügelfläche                                    | 10,68 m²                                    |
| Flügelstreckung                                 | 7,4                                         |
| Kabinenbreite                                   | 1,22 m                                      |
| Leermasse (mit Rettungssystem)                  | 297,5 kg                                    |
| max. Startmasse (Rettungssystem)                | 450 kg + 22,5 kg oder 600 kg bei Auflastung |
| Triebwerk                                       | ein Rotax 912                               |
| Tankinhalt                                      | 2 × 50 l                                    |
| Steigleistung                                   | 4,0 m/s                                     |
| Mindestgeschwindigkeit (bei vollen Klappen) VSO | 60 km/h                                     |
| Manövergeschwindigkeit VA                       | 160 km/h                                    |
| Reisegeschwindigkeit                            | 190 km/h                                    |
| Höchstgeschwindigkeit                           | 210 km/h                                    |
| Start- und Landestrecke                         | 160 m                                       |